# Francisc Pécsi
Francisc Pécsi (n. 3 ianuarie 1944) este un fost deputat român în legislatura 1990-1992, ales în județul Satu-Mare pe listele partidului UDMR.
În legislatura 1990-1992, Francisc Pécsi a fost membru în grupurile parlamentare de prietenie cu Statul Israel, Japonia, Republica Italiană, Republica Coreea, Canada, Republica Federală Germania. În legislatura 1996-2000, Francisc Pécsi a fost membru în grupurile parlamentare de prietenie cu Republica Columbia, UNESCO, Regatul Unit al Marii Britanii și Irlandei de Nord. În legislatura 2000-2004, Francisc Pécsi a fost membru în grupurile parlamentare de prietenie cu Republica Kazahstan și Republica Austria.